# Catocala kuangtungensis
Catocala kuangtungensis là một loài bướm đêm thuộc họ Erebidae. Nó được tìm thấy ở Trung Quốc (Quảng Đông, Hồ Nam, Quý Châu, Jangxi, Thiểm Tây, Tứ Xuyên) và Nhật Bản (Honshu, Shikoku, Kyushu, Yakushima).
Sải cánh dài khoảng 63 mm.

## Phụ loài
- Catocala kuangtungensis kuangtungensis
- Catocala kuangtungensis sugii
- Catocala kuangtungensis chohien (Thiểm Tây, Tứ Xuyên)